# Pozornost
Pozornost je zaměřenost a soustředěnost duševní činnosti na určitý objekt nebo děj. Pozornost představuje předpoklad pro smyslový vjem, který vstupuje do vědomí – stav pozornosti souvisí například se stavem slyšení a poslouchání. Pozornost závisí na prostředí i na vnímajícím subjektu - pozornost upoutává například nápadnost (salience), neočekávanost, originalita vnímaného objektu, oslabuje ji únava subjektu. Jevy, které upoutají pozornost, se ukládají do paměti, ostatní jsou zapomenuty.

## Druhy pozornosti
Rozlišujeme pozornost záměrnou - subjekt cíleně vnímá podnět a bezděčnou - subjekt vnímá podnět bez úmyslu. Někdy se může objevit též pozornost protivolní - subjekt nedokáže potlačit vnímá podnětu, může vést k obsedantnímu jednání.
Pokud je pozornost zaměřena na konkrétní podnět, zatímco vnímání ostatních podnětů je potlačeno, označuje se jako selektivní pozornost, koncentrace. Jejím protikladem je difúzní, rozptýlená pozornost.
Schopnost udržet pozornost na určitý podnět, nenechat se rozptýlit, se označuje jako tenacita - která je důležitá například při učení. Schopnost pohotově měnit zacílení pozornosti se nazývá vigilita - ta je důležitá například při řízení dopravního prostředku.

## Vlastnosti pozorností
1. Rozsah, šířka – Extenzita, znamená to množství podnětů, které je člověk schopen vnímat najednou (dítě 2-3, dospělí 4-5)
2. Hloubka – Intenzita, stupeň soustředění. Vyjadřuje na kolik jasně a zřetelně člověk zpracovává přicházející podněty. Čím větší extenzita, tím nižší intenzita (čím více podnětů, tím méně se na ně soustředíme).
3. Stálost – Délka soustředění pozornosti na stejný podnět. Proti: jednotvárnost, únava…
4. Oscilace – Přesouvání pozornosti z objektu na objekt
5. Rozdělení – Věnování se najednou dvěma či více předmětům v daném směru. Jde to jen tehdy, pokud je jedna činnost zautomatizovaná.

## Poruchy pozornosti
1. Roztržitost – Neschopnost dlouhodobé koncentrace.
2. Rozptýlenost – Neschopnost udržet pozornost v daném směru.
3. ADHD – Porucha pozornosti spojená s hyperaktivitou.
4. ADD – Porucha pozornosti bez hyperaktivity.
5. Aprosexie
6. Hypoprosexie
7. Hyperprosexie
8. Paraprosexie